# Gare Vimont
Cet article concerne la gare. Pour le quartier de Vimont, voir Vimont (Laval). Pour les autres significations, voir Vimont.
La gare Vimont est est une gare ferroviaire située sur la ligne Saint-Jérôme du réseau de train de banlieue de Montréal. Située dans le quartier Vimont de la ville de Laval, elle est exploitée par Exo.
La gare est initialement mise en service en 2006 comme mesure d'atténuation temporaire à la suite de l'effondrement du viaduc de la Concorde qui avait causé la fermeture de l'autoroute 19 dans le quartier Duvernay. Après la réouverture de l'autoroute, l'Agence métropolitaine de transport (devenue Exo en 2017) décide de maintenir le service à la gare et de la rendre permanente.

## Correspondances

### Autobus

#### Société de transport de Laval[2]
| Circuit | Destinations                       | Tracé | Horaires |
| ------- | ---------------------------------- | ----- | -------- |
| 27      | Gare Vimont – Métro Cartier        | Tracé | Horaires |
| 45      | Auteuil – Métro Montmorency        | Tracé | Horaires |
| 48      | Gare Vimont – Métro Cartier        | Tracé | Horaires |
| 345     | Gare Vimont – Métro Henri-Bourassa | Tracé | Horaires |